# Грб Вуковарско-сремске жупаније
Грб Вуковарско-сремске жупаније је званични грб хрватске територијалне јединице, Вуковарско-сремска жупанија. 
Грб је у садашњем облику усвојен је 11. октобра 1993. године.

## Опис грба
Грб Вуковарско-сремске жупаније је у основи историјски грб Срема којег је 1748. године Сремској жупанији доделила царица Марија Терезија.
Грб има облик француског штита на плавој подлози, на којој су три реке: Сава, Дунав и Босут, представљене са три хоризонталне пруге једнаке ширине у сребрној боји. У централном делу на зеленој подлози одмара се јелен са златним колутом око врата, а иза јелена лево расте славонски храст (симболи природног богатства овог краја).
У старом грбу Сремске жупаније уместо храста, на грбу је хералдички био представљено дрво чемпреса, а сребрне црте које су симболизовале реке су биле валовите. Осим тога, изнад грба, се налазила златна круна.